# 安卒尋夢園
6°07′22″S 106°49′54″E / 6.122743°S 106.831529°E
安卒尋夢園是一座位於印度尼西亞雅加達安卒北岸的度假村，在1966年，目前是东南亚最大的综合性旅游景区，拥有国际锦标赛高爾夫球場、遊樂園、海洋館、旅馆和其他娱乐设施。

## 历史
安卒尋夢園的前身是一个蚊虫滋生的沼泽和鱼塘，是爆发疟疾的源头。1960年代蘇卡諾总统批准将沼泽地改造成雅加达最大的娱乐中心，并发展周边的房地产和工业园区。

## 娱乐公园
如今，这片占地552公顷的娱乐地区又被称作安卒雅加达海湾城。

### 梦幻世界

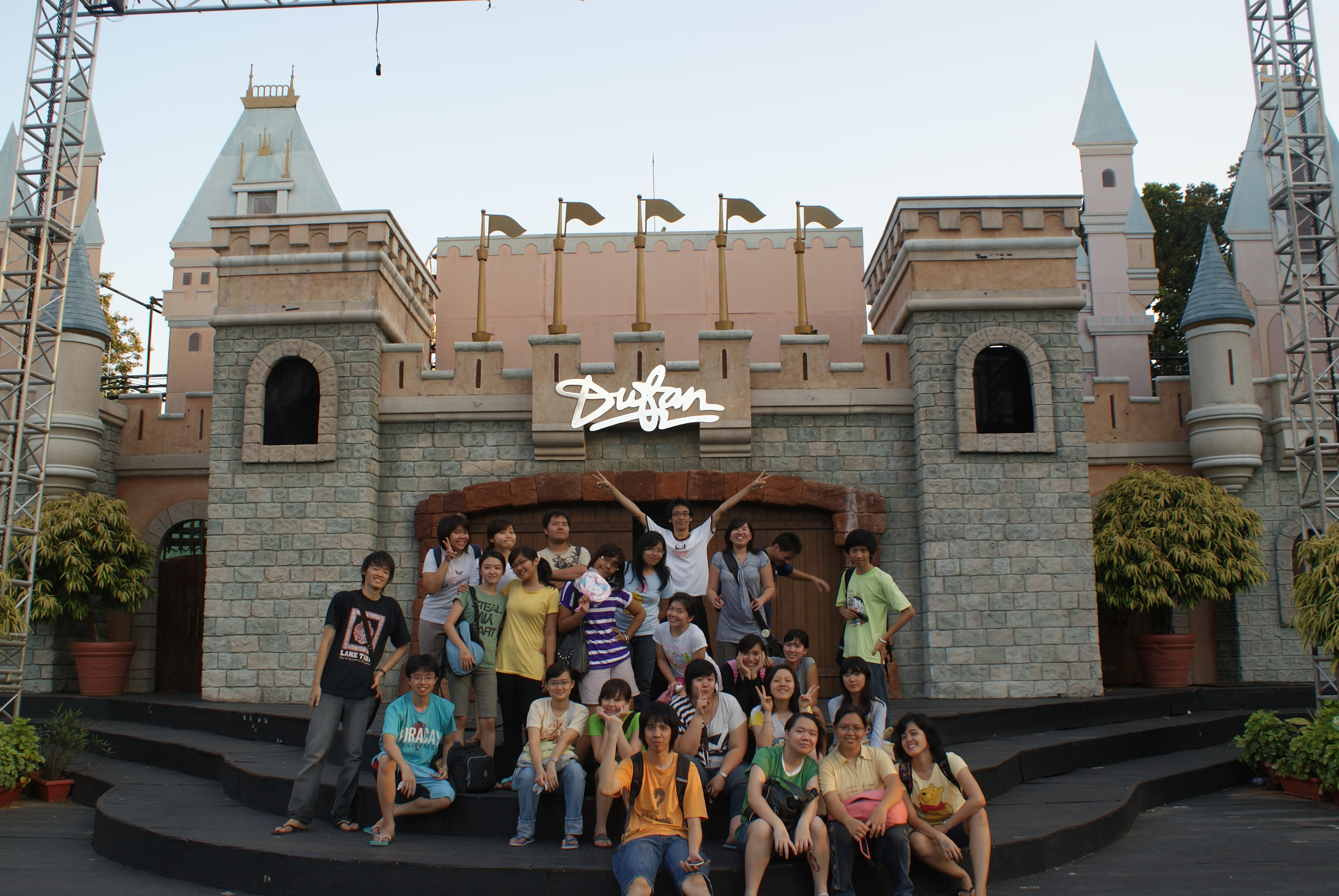
梦幻世界

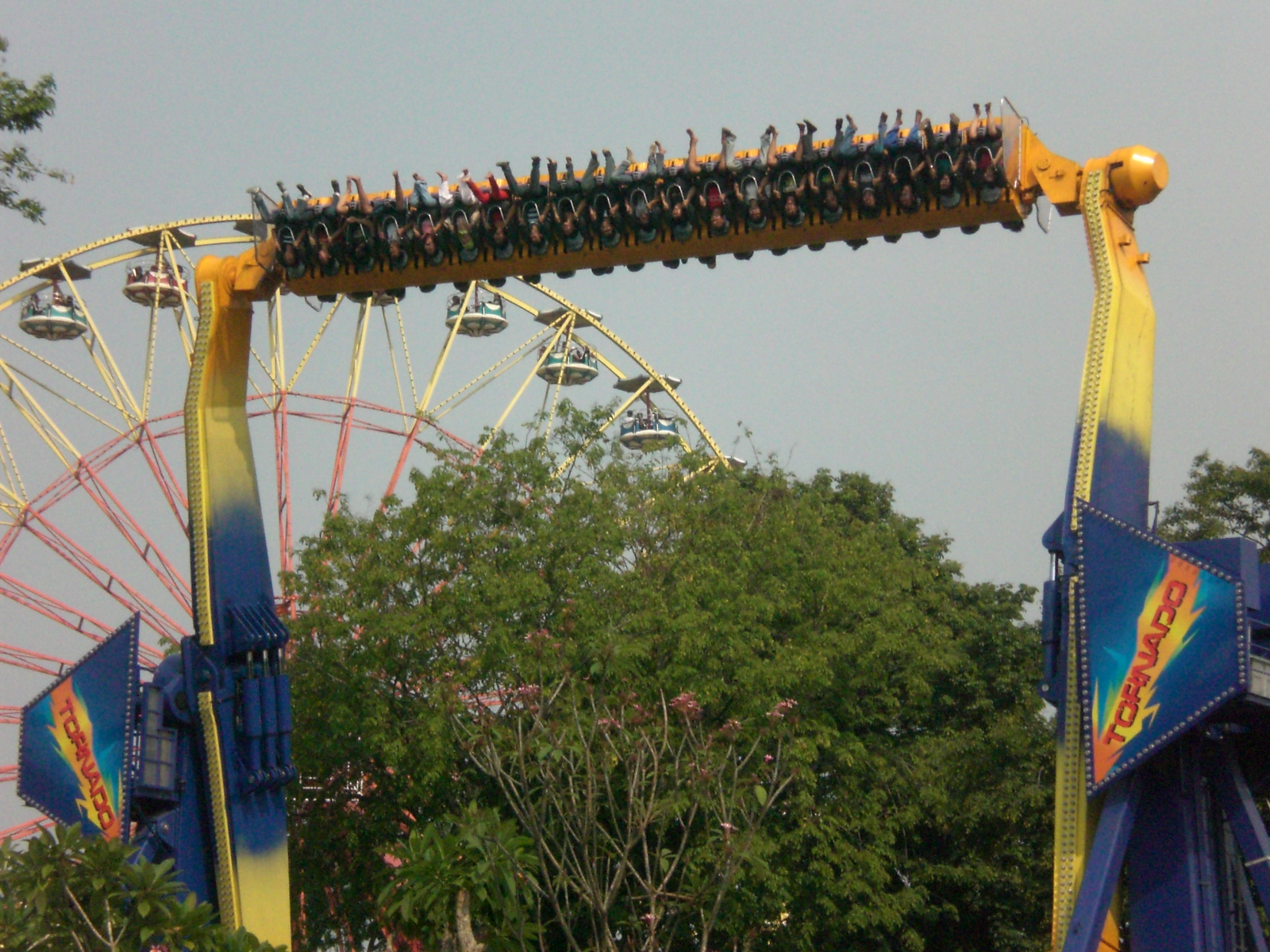
梦幻世界里的龙卷风

梦幻世界（英語：Dunia Fantasi）（简称Dufan）是一个主题公园，内设40多个游乐设施，如雲霄飛車（Halilintar與Kereta Misteri）、摩天輪（Bianglala）、海盜船（Kora-Kora）、自由落體（Hysteria）等。公园分为8个区域，分别是雅加达区、印尼区、亚洲区、非洲区、美洲区、欧洲区、奇幻区。

### 亚特兰蒂斯水上冒险
亚特兰蒂斯水上冒险（英語：Atlantis Water Adventure）是一个以神秘水底世界亚特兰蒂斯命名的水上遊樂園。娱乐设施包括冲浪池、流水池、彩虹球池、瀑布池、滑水道等。

### 萨穆德拉海洋之梦

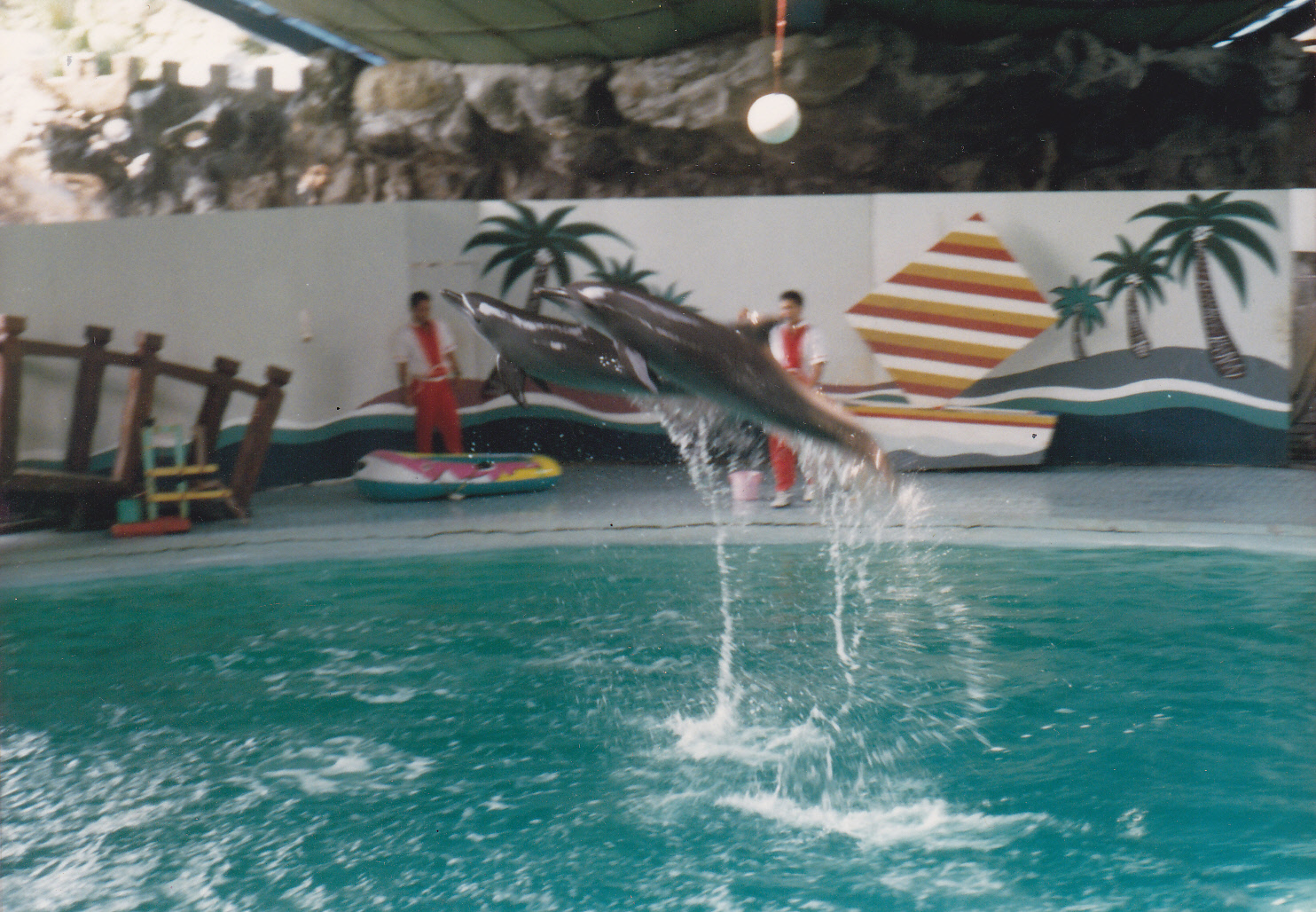
海豚表演

萨穆德拉海洋之梦（英語：Ocean Dream Samudra），包括动物表演（海豚、海獅）、小型水族馆、4D电影院。

### 安卒海洋世界

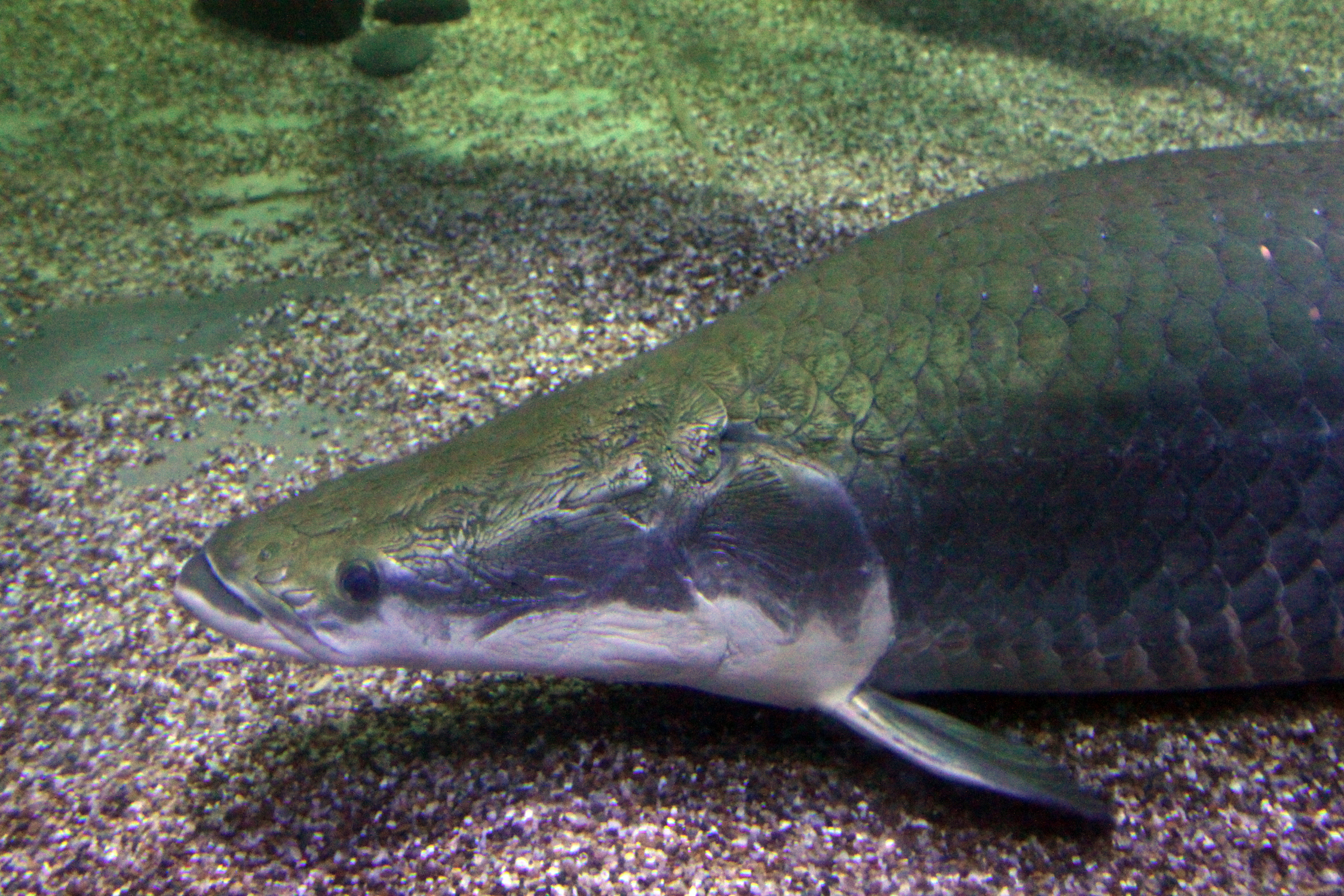
海洋世界的巨滑舌鱼

安卒海洋世界（英語：SeaWorld Ancol）在1996年开业时在当时是东南亚最大的海洋馆，2014年之前由力寶集團掌管，现在由安卒掌管。特色包括海底隧道、短吻鳄池、鲨鱼池。

### 海滩

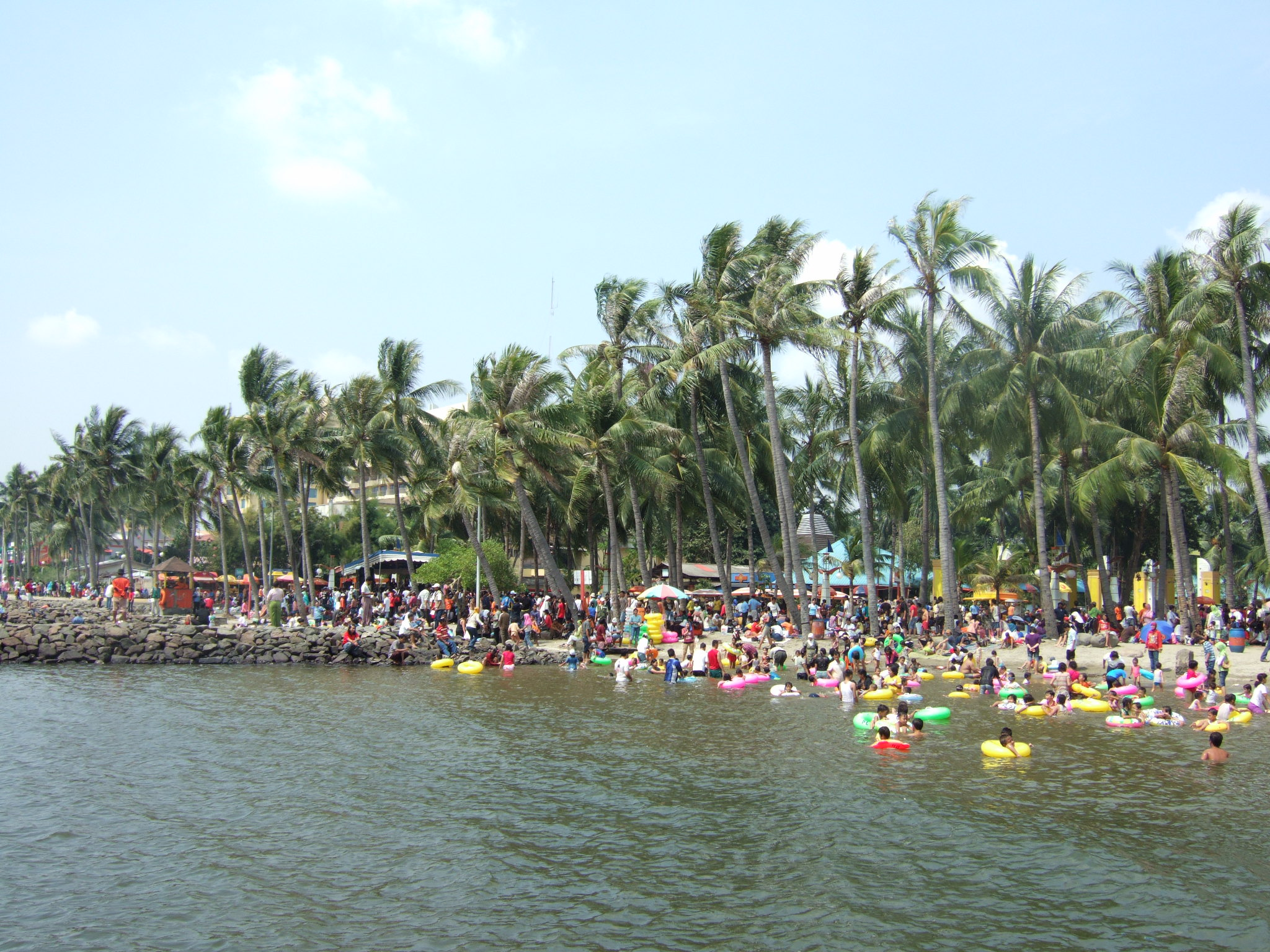
节日海滩

度假区有两个海滩，嘉年华海滩和节日海滩。英国乐队鐵娘子樂團曾在2011年2月在嘉年华海滩表演，现场观众达到25000人。

### 中央艺术坊
中央艺术坊（英語：Pasar Seni）是一个艺术市场，售卖收工和艺术品。

### 高尔夫球场
高尔夫球场（英語：Executive Golf Fun），占地33公顷，拥有18个球洞。

### 贾亚保龄球馆
贾亚保龄球馆（英語：Jaya Bowling）是印尼第一个和最大的保龄球馆。印尼国家保龄球训练中心在此。

### 海洋生态公园
海洋生态公园（英語：Ocean Eco Park），于2011年建造，包括4个主题区：生态能源、生态保护、生态自然、生态艺术。2013年國際奧林匹克機器人大賽曾在此地举办。

### 安卒海滩城
安卒海滩城（英語：Ancol Beach City），是一个新生活娱乐中心，有可以容纳22000人的鹰眼国际体育馆。

## 交通
汽车、摩托车、火车（KRL）、雅加達地鐵。

### 架空纜車

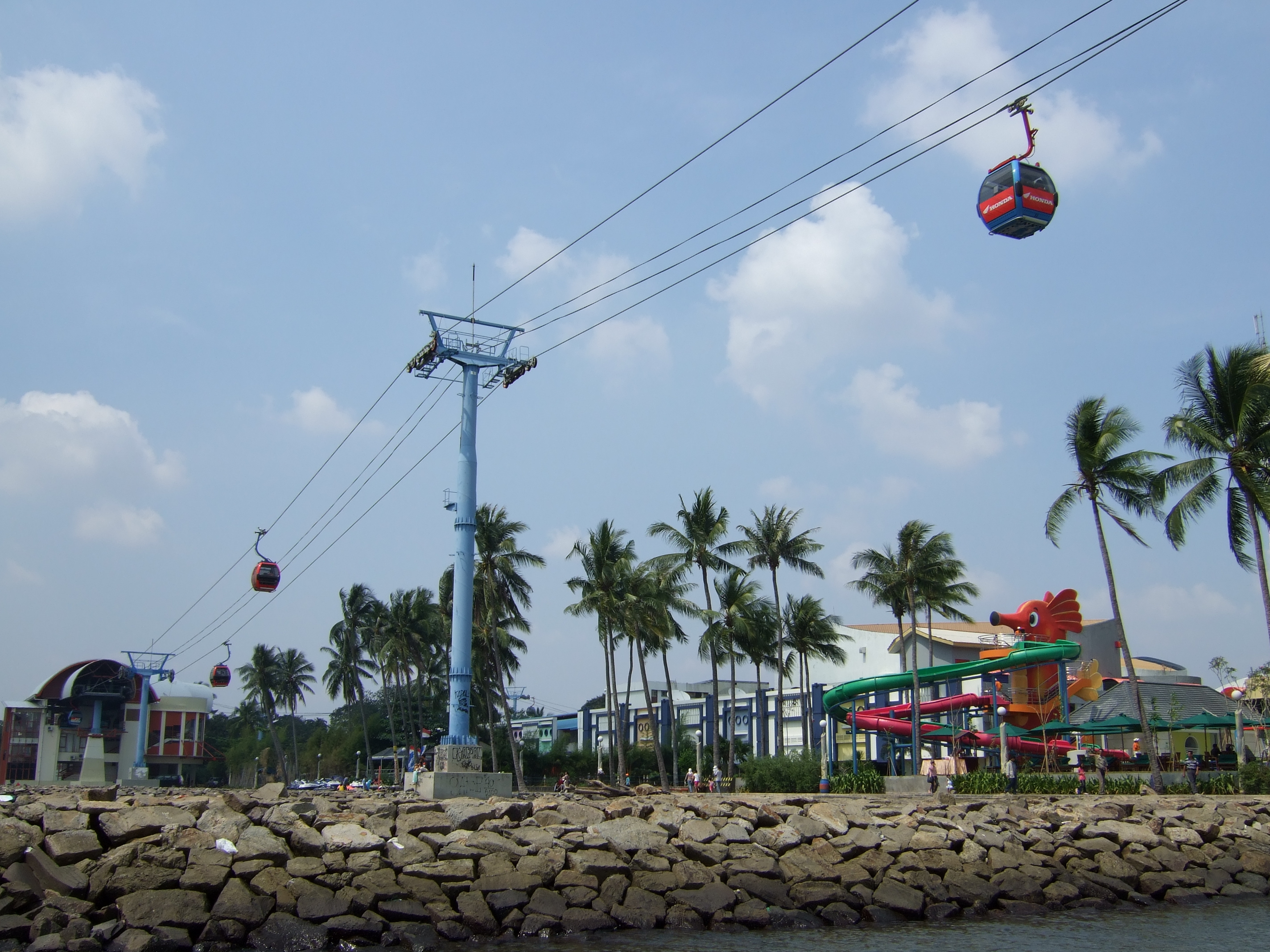
安卒尋夢園的架空纜車

遊客可以乘坐架空纜車，鸟瞰度假区的景色。

## 事故
2011年7月，龙卷风娱乐设施发生故障，15名游客被卡在座位上。
2011年9月25日，亚特兰蒂斯水上冒险公园的一个水上滑梯的装饰墙发生倒塌，造成4名游客受伤。

## 引用文献
- Merrillees, Scott. . Jakarta: Equinox Publishing. 2015. ISBN 9786028397308.

## 链接
- 维基共享资源上的相關多媒體資源：安卒尋夢園
- 官方网站 （页面存档备份，存于）